# Ligne 17 du métro de Shanghai
 (juin 2018).
Si vous disposez d'ouvrages ou d'articles de référence ou si vous connaissez des sites web de qualité traitant du thème abordé ici, merci de compléter l'article en donnant les références utiles à sa vérifiabilité et en les liant à la section « Notes et références ».
Pour les articles homonymes, voir Ligne 17.
La ligne 17 du métro de Shanghai' (chinois simplifié : 上海轨道交通17号线 ; chinois traditionnel : 上海軌道交通17號線), également connue sous le nom de ligne Qingpu (chinois simplifié : 青浦线, chinois traditionnel : 青浦線), est une ligne est-ouest qui relie la gare de Hongqiao dans le district de Minhang et au Parc oriental (东方绿洲) dans le district de Qingpu. 
Elle mesure 35,3 kilomètres (21,9 milles) de long avec 13 stations et est colorée en brun clair sur les cartes du système. La ligne est entrée dans les opérations d'essai des passagers le 30 décembre 2017. C'est la première ligne de métro à desservir principalement la banlieue de Qingpu.

## Station notable
- Zhujiajiao station qui désert la ville d'eau traditionnelle Zhujiajiao.